# روني جونز (ملحن)
روني جونز (بالإنجليزية: Ronnie Jones)‏ هو مغني وملحن أمريكي، ولد في 14 سبتمبر 1937 في سبرينغفيلد في الولايات المتحدة.